# Robsonius
Robsonius là một chi chim trong họ Locustellidae, trước đây xếp trong họ Pellorneidae.

## Các loài
Chi này gồm 3 loài chích ở Luzon, Philippines.
- Robsonius rabori (Rand, 1960) (đồng nghĩa: Napothera rabori)
- Robsonius sorsogonensis (Rand & Rabor, 1967) (đồng nghĩa Napothera rabori sorsogonensis)
- Robsonius thompsoni Hosner, 2013[3].